# Cleora dargei
Cleora dargei là một loài bướm đêm trong họ Geometridae.